# Hylesia mixtiplex
Hylesia mixtiplex är en fjärilsart som beskrevs av Paul Dognin 1916. Hylesia mixtiplex ingår i släktet Hylesia och familjen påfågelsspinnare. Inga underarter finns listade i Catalogue of Life.